# Miss Caroline du Sud USA
Miss Caroline du Sud USA, est un concours de beauté féminin, pour les jeunes femmes de 17 à 27 ans domiciliées dans l'état de la Caroline du Sud, dont la gagnante est qualifiée à l'élection de Miss USA.

## Lauréates
| Année | Nom                    | Domicile         | Âge1 | Classement à Miss USA | Prix spéciaux à Miss USA   | Notes                                                                                    |
| ----- | ---------------------- | ---------------- | ---- | --------------------- | -------------------------- | ---------------------------------------------------------------------------------------- |
| 2024  | Gracen Grainger        | Hamer            | 22   | Top 20                |                            | Participante à Miss Caroline du Sud Teen USA 2020 et Top 16 de Miss Teen USA 2018        |
| 2023  | Kirby Elizabeth Self   | Greenwood        | 24   | Top 20                |                            | Participante à Miss Caroline du Sud Teen USA 2018 et 1re dauphine de Miss Teen USA 2018  |
| 2022  | Meera Bhonslé          | Lexington        | 26   |                       |                            |                                                                                          |
| 2021  | Marley Stokes          | Lexington        | 23   | Top 8                 |                            | Participante à Miss Caroline du Sud Teen USA 2016 et 2eme dauphine de Miss Teen USA 2016 |
| 2020  | Hannah Jane Curry      | Greer            | 20   |                       |                            |                                                                                          |
| 2019  | MaKenzie Divina        | Clemson          | 21   |                       |                            |                                                                                          |
| 2018  | Tori Sizemore          | Anderson         | 22   |                       |                            | Participante à Miss Caroline du Sud Teen USA 2013 et 1re dauphine de Miss Teen USA 2013  |
| 2017  | Megan Gordon           | North Augusta    | 23   | Top 5                 |                            |                                                                                          |
| 2016  | Leah Lawson            | Laurens          | 21   | Top 15                |                            |                                                                                          |
| 2015  | Sarah Weishuhn         | Goose Creek      | 20   |                       |                            |                                                                                          |
| 2014  | Christina Zapolski     | Isle of Palms    | 21   | Top 10                |                            |                                                                                          |
| 2013  | Megan Pinckney         | Charleston       | 21   | 5e dauphine           |                            | Participante à Miss Caroline du Sud Teen USA 2010                                        |
| 2012  | Erika Powell           | Easley           | 26   | Top 16                |                            | Participante à Miss Caroline du Sud 2005 et Top 10 à Miss America 2006.                  |
| 2011  | Courtney Turner        | North Augusta    | 20   | Top 8                 |                            | Ancienne Miss Teen United States 2009                                                    |
| 2010  | Rachel Law             | Greenville       | 21   |                       |                            |                                                                                          |
| 2009  | Stephanie Murray Smith | Goose Creek      | 21   | Top 10                |                            | Candidate à The Amazing Race 17                                                          |
| 2008  | Jamie Hill             | Columbia         | 24   | Top 15                |                            | Candidate à The Amazing Race 10                                                          |
| 2007  | Ashley Zais            | Newberry         | 20   | Top 15                |                            |                                                                                          |
| 2006  | Lacie Lybrand          | Lexington        | 23   | Top 10                |                            | Miss America 2002                                                                        |
| 2005  | Sarah Medley           | North Charleston | 18   |                       |                            | Participante à Miss Caroline du Sud Teen USA 2001                                        |
| 2004  | Amanda Pennekamp       | Columbia         | 22   | 1re dauphine          |                            | Miss Terre USA 2006 et top 16 demi-finaliste à Miss Terre 2006                           |
| 2003  | Anna Hanks             | Belton           | 21   | Top 10                |                            | Miss America 2005                                                                        |
| 2002  | Ashley Williams        | Little Mountain  | 20   | Top 10                |                            |                                                                                          |
| 2001  | Candace Richards       | Fountain Inn     | 21   |                       |                            |                                                                                          |
| 2000  | Lisa Rabon             | Myrtle Beach     | 21   | Top 10                |                            |                                                                                          |
| 1999  | Lauren Poppell         | Rock Hill        | 23   | Top 5                 | Meilleur maillot de bain   | Participante à Miss Caroline du Sud Teen USA 1993, et Top 12 à Miss Teen USA 1993        |
| 1998  | Sonja Glenn            | Chesnee          | 21   |                       | Miss Photogenic            |                                                                                          |
| 1997  | Casey Mizell           | Irmo             | 22   |                       |                            |                                                                                          |
| 1996  | Lysa Jackson           | Charleston       |      |                       |                            |                                                                                          |
| 1995  | Danielle Corley        | Lexington        | 18   |                       |                            |                                                                                          |
| 1994  | Lu Parker              | Charleston       | 26   | Gagnante              |                            | Top 6 à Miss Univers 1994                                                                |
| 1993  | Kelli Gosnell          | Pacolet          | 22   | Demi-finaliste        |                            |                                                                                          |
| 1992  | Audra Wallace          | Charleston       | 22   | 2e dauphine           |                            | 2e dauphine de Miss Monde USA 1993                                                       |
| 1991  | Traci Rufty            | Columbia         | 21   |                       |                            |                                                                                          |
| 1990  | Gina Tolleson          | Spartanburg      | 20   | 1re dauphine          |                            | Miss Monde USA 1990 et Miss Monde 1990                                                   |
| 1989  | Angela Shuler          | Rock Hill        | 21   |                       |                            | Participante à Miss Caroline du Sud Teen USA 1986                                        |
| 1988  | April Abel             | Johnston         | 20   | Demi-finaliste        |                            |                                                                                          |
| 1987  | Elizabeth Woodard      | Aiken            | 21   |                       |                            | Participante à Miss Caroline du Sud Teen USA 1983                                        |
| 1986  | Maribeth Curry         | Greenville       | 20   | Demi-finaliste        |                            |                                                                                          |
| 1985  | Ann Margarete Hughes   | Charleston       |      |                       |                            |                                                                                          |
| 1984  | Ginger Greer           | Lugoff           |      |                       |                            |                                                                                          |
| 1983  | Allison Grisso         | Columbia         |      | 2e dauphine           |                            |                                                                                          |
| 1982  | Margo Wood             | Columbia         |      |                       |                            |                                                                                          |
| 1981  | Zade Turner            | Myrtle Beach     | 21   |                       |                            |                                                                                          |
| 1980  | Shawn Weatherly        | Sumter           |      | Gagnante              |                            | Miss Univers 1980                                                                        |
| 1979  | Janice McDonald        | Myrtle Beach     |      |                       |                            | Cofondatrice de la production RPM avec sa sœur Paula Miles                               |
| 1978  | Kathryn Threatt        | Pickens          |      |                       |                            |                                                                                          |
| 1977  | Pam Hoover             | Florence         |      |                       |                            |                                                                                          |
| 1976  | Virginia Murray        | Chester          |      | 3e dauphine           | Meilleur costume national  |                                                                                          |
| 1975  | Robin Morris           | Columbia         |      |                       |                            |                                                                                          |
| 1974  | Carol Lynn Hollis      |                  |      |                       |                            |                                                                                          |
| 1973  | Kiki Kirkland          | Columbia         |      |                       | Miss Amity                 |                                                                                          |
| 1972  | Susan Gordon           |                  |      | Demi-finaliste        |                            | Non finaliste à Miss Monde USA 1970 représentant la Caroline du Sud                      |
| 1971  | Eunice Campbell        |                  |      |                       |                            |                                                                                          |
| 1970  | Vicki Chesser          | Mount Pleasant   | 19   | 1re dauphine          | Meilleurs costume national |                                                                                          |
| 1969  | Eva Engle              | Columbia         |      | 2e dauphine           |                            |                                                                                          |
| 1968  | Kathryn Knoy           |                  |      |                       |                            |                                                                                          |
| 1967  | Hope Patterson         |                  |      |                       |                            |                                                                                          |
| 1966  | Joselyn Alarie         |                  |      |                       |                            |                                                                                          |
| 1965  | Vicki Harrison         |                  |      | Demi-finaliste        |                            |                                                                                          |
| 1964  | Judy Kennedy           |                  |      |                       |                            |                                                                                          |
| 1963  | Cecelia Yoder          |                  |      | Demi-finaliste        |                            | Représente la Caroline du Sud à Miss Monde USA 1963.                                     |
| 1962  | Judy Clyburn           |                  |      |                       |                            |                                                                                          |
| 1961  | Yvonne Quick           |                  |      |                       |                            |                                                                                          |
| 1960  | Margaret Thompson      |                  |      |                       |                            |                                                                                          |
| 1959  | Mary Powell            |                  |      |                       |                            |                                                                                          |
| 1958  | Patricia Ann Moss      |                  |      | Demi-finaliste        |                            |                                                                                          |
| 1957  | Jean Spotts            |                  |      | Demi-finaliste        |                            |                                                                                          |
| 1956  | Betty Cherry           |                  |      | 1re dauphine          |                            | Miss Monde USA 1956, 1re dauphine de Miss Monde 1956.                                    |
| 1955  | Sara Stone             |                  |      | Demi-finaliste        |                            |                                                                                          |
| 1954  | Miriam Stevenson       | Winnsboro        |      | Gagnante              |                            | Miss Univers 1954 Participation à Miss Caroline du Sud 1953                              |
| 1953  | Susan Anthony Day      |                  |      | Demi-finaliste        |                            |                                                                                          |
| 1952  | Margie Allen           |                  |      |                       |                            |                                                                                          |